# Баркінг (Лондон)
51°32′ пн. ш. 0°05′ сх. д. / 51.54° пн. ш. 0.08° сх. д.
Баркінг — місто на березі річки в Східному Лондоні, Англія, в лондонському районі Баркінг і Дагенем, за 15 км на схід від Чарінг-кросс. За даними перепису 2011 року, загальна кількість населення Баркінга становила 59 068 осіб. На додаток до великого житлового району з досить низькою щільністю, центр міста утворює великий торгівельний і комерційний район, який наразі є центром для відновлення.  Колишні промислові землі на півдні перебудовуються під Баркінг-ріверсайд.